# Norrtälje Kommunhus AB
Norrtälje Kommunhus AB är ett svenskt förvaltningsbolag som agerar moderbolag för de verksamheter som Norrtälje kommun har valt att driva i aktiebolagsform. Bolaget ägs helt av kommunen.

## Bolag
Källa: 
- Campus Roslagen AB
- Norrtälje Energi Aktiebolag
- Norrtälje vatten och avfall AB
- Roslagsbostäder Aktiebolag